# Rhopalonematidae
Rhopalonematidae (лат.) — семейство морских стрекающих из отряда Trachymedusae класса гидроидных (Hydrozoa). В ископаемом состоянии неизвестны. Типовой род Rhopalonema Gegenbaur, 1857.
Обычно они имеют восемь, но иногда больше, узких радиальных каналов. Гонады либо прилегают к ним и тогда имеют сферическую или вытянутую форму, либо свисают карманами в полость под зонтиком. Многочисленные краевые щупальца равномерно распределены по краю купола или расположены группами. Обычно органы чувств булавовидной формы (статоцисты) расположены по краю купола и свободны.
Встречаются во всех океанах от тропических до полярных вод. Пелагические животные.

## Классификация
На сентябрь 2024 в состав семейства включают 17 родов:
- Aglantha Haeckel, 1879
- Aglaura Péron & Lesueur, 1810
- Amphogona Browne, 1905
- Arctapodema Dall, 1907
- Benthocodon Larson & Harbison, 1990
- Colobonema Vanhöffen, 1902
- Crossota Vanhöffen, 1902
- Endocysta Xu, Huang & Guo, 2019
- Homoeonema Maas, 1893
- Pantachogon Maas, 1893
- Pectis Haeckel, 1879
- Persa McCrady, 1859
- Ransonia Kramp, 1947
- Rhopalonema Gegenbaur, 1857
- Sminthea Gegenbaur, 1857
- Tetrorchis Bigelow, 1909
- Vampyrocrossota Thuesen, 1993